# 泰西
泰西是古代漢語與日語中對欧洲的稱呼 ，或更寬泛地指整個西方世界，與漢字文化圈相對應的文化區域。該詞原本是指內亞、印度部分地區的名稱，作为歐洲代稱的漢語外來詞，是由意大利耶蘇會神父利瑪竇所創的。利瑪竇發明這個詞語作為對歐洲中心主義的遠東觀念的亞洲對應概念，將歐洲定位为中國中心主義世界的邊緣地區。 「泰西」一詞在日本也有使用，並出現在許多日本出版物中。

## 歷史

### 中國
它最初在中國被用來指代内亞與印度的部分地區。該詞在明朝時的含義發生變化，開始涵蓋歐洲。 這一語義變化歸功於意大利耶穌會牧師利瑪竇，他使用「泰西」作為歐洲中心主義「遠東」概念的亞洲對應詞。 耶穌會士稱印度為「小西」 ，並將他們的祖國認定為泰西或「大西」。該用法仍保留在「大西洋」中，這個名稱也是利瑪竇發明的。
利瑪竇在答建安王的《交友論》一文中自我介紹道：「竇也，自大西航海入中華，仰大明天子之文德。」 他可能用這個詞來逢迎中國東道主，將歐洲視為已知的中國中心世界西部邊緣的一個地區。  1601年，一位編輯修改了這篇文章，用「最西」一詞代替了「大西」，可能他認為「大西」個名稱聽起來不夠貼切。 
歐洲的知識在中國一度被稱為「泰西學」。周炳謨給西學起了更長的名稱「泰西之學」 ，这個名稱最早出現在1628年利瑪竇《畸人十篇》的後記中。  「泰西」一詞在19世紀末到20世紀初仍有使用。
「西海」與「遠西」是歐洲的另一个古稱。 近代以前的中國人把歐洲人稱為「西人」，把歐洲傳教士稱為「西儒」。 
「泰西」一詞後來擴展到包括美國。 1868年，中國出使歐美的蒲安臣使團，其中官员志剛写了一本日記，名為《初使泰西記》。 

### 日本
在近代以前的日本，歐洲也被稱為「泰西」。蘭學的字面意思是「荷蘭之學」，是鎖國時期興起的一種思想傳統。  「泰西」一詞出現在那個時代出版的許多有關西學的資料中。例如1799年出版的《泰西眼科全書》、1829年出版的《泰西本草名疏》 、1832年出版的《泰西內科集成》。 西方的影響還向日本人介紹了歐洲的地理名稱，其中包括亞洲是一個大陸的概念。一些日本知識分子反對採用西方的亞洲概念，而主張保留傳統的地理術語。其中一個例子是會澤正志齋（1781-1863年），他主張將日本稱為亞洲國家是对「神州」的侮辱。他傾向於繼續使用「泰西」或「南蠻」等傳統術語。 

### 引用
1. 1 2  Mungello 2009，第8頁.
2. 1 2 3  Ricci 2009，第71頁.
3. ↑  Brook 2009，第264頁.
4. ↑  Ricci 2009，第87頁.
5. ↑  .   [2025-01-08]. （原始内容存档于2025-06-01）.
6. ↑  Ricci 2009，第19頁.
7. ↑  Brook 2009，第262頁.
8. ↑  .   [2025-01-08]. （原始内容存档于2025-03-27）.
9. ↑  Mungello 2009，第9頁.
10. ↑  Lai 1978，第102頁.
11. ↑  .   [2025-01-08]. （原始内容存档于2025-06-01）.
12. ↑  .   [2025-01-08]. （原始内容存档于2025-06-01）.
13. ↑  Goodman 2000，第5頁.
14. ↑  Goodman 2000，第136, 163, and 161頁.
15. ↑  Tsai 2011，第5頁.

### 來源
- Brook, Timothy. . M. Antoni J. Üçerler  (编). . Institutum historicum Societatis Iesu. 2009: 261–285. ISBN 978-88-7041-368-7.
- Goodman, Grant K. . RoutledgeCurzon. 2000. ISBN 978-1-136-83173-7.
- Lai, H. Mark. . Amerasia Journal (UCLA Asian American Studies Center Press). 1978, 5 (2): 95–107. doi:10.17953/amer.5.2.f7v650035j8t575g.
- Mungello, David E. . Rowman & Littlefield Publishers. 2009 [1999]. ISBN 978-0-7425-5799-4.
- Ricci, Matteo. . 由Timothy Billings翻译. Columbia University Press. 2009. ISBN 978-0-231-14924-2.
- Tsai, Mon-Han. . Journal of Political Science and Sociology (Keio University). September 2011, (15): 1–20. ISSN 1884-9350.